# Wolfgang Bleier

Wolfgang Bleier bei Literatur im Schwärzler, Bregenz, 2016

Wolfgang Bleier (* 27. Januar 1965 in Dornbirn) ist ein österreichischer Schriftsteller. Er wuchs in Klaus in Vorarlberg auf und besuchte die Höhere Technische Lehranstalt für Bautechnik in Rankweil. 1986 übersiedelte er nach Wien, wo er Germanistik, Religionspädagogik und Ethnologie studierte. Er arbeitet seit 1996 als Buchhändler und lebt heute mit seiner Familie in Wiener Neustadt.

## Zum Werk
Wolfgang Bleiers Texte sind der lyrischen Prosa zuzuordnen.
Mario Andreotti rezipiert in seinem Buch Die Struktur der modernen Literatur Wolfgang Bleiers Text Die Arbeitskräfte als ein Schulbeispiel gestischer Schreibweise.
„Der Blick des Lesers wird weg von irgendwelchen Figuren ganz auf den Bereich des sozialen Handelns und Verhaltens gelenkt. Wir sprechen mit Brecht demnach von einem Gestus und nennen ihn behelfsmäßig den Arbeitsgestus. Bezeichnend dabei ist, dass dieser Gestus schon im Erzähltitel Die Arbeitskräfte durchscheint. Er führt zur völligen Entpersönlichung, ja, Entmenschlichung der Arbeitswelt. [...] Bleiers Text Die Arbeitskräfte stellt damit, mit Bölls Erzählung Es wird etwas geschehen durchaus vergleichbar, ein düsteres Abbild unserer heutigen Leistungsgesellschaft dar.“ Mario Andreotti: Die Struktur der modernen Literatur

## Werke
- Vorübergehend Indien. Raben Verlag, München, 1992
- Der Buchmacher. Otto Müller Verlag, Salzburg, 2005
- Verzettelung. Otto Müller Verlag, Salzburg, 2007
- Die Arbeitskräfte. Klever Verlag, Wien, 2011
- Fischfang bei aufgehender Sonne. Klever Verlag, Wien, 2015

## Auszeichnungen
- 2002 Anerkennungspreis für Literatur des Landes Vorarlberg
- 2009 Fördergabe des Landes Vorarlberg für Kunst und Kultur
- 2009 Österreichisches Staatsstipendium für Literatur
- 2010 Vorarlberger Literaturstipendium
- 2010 Literaturpreis zum Tag des Wassers[2]